# Ракчі

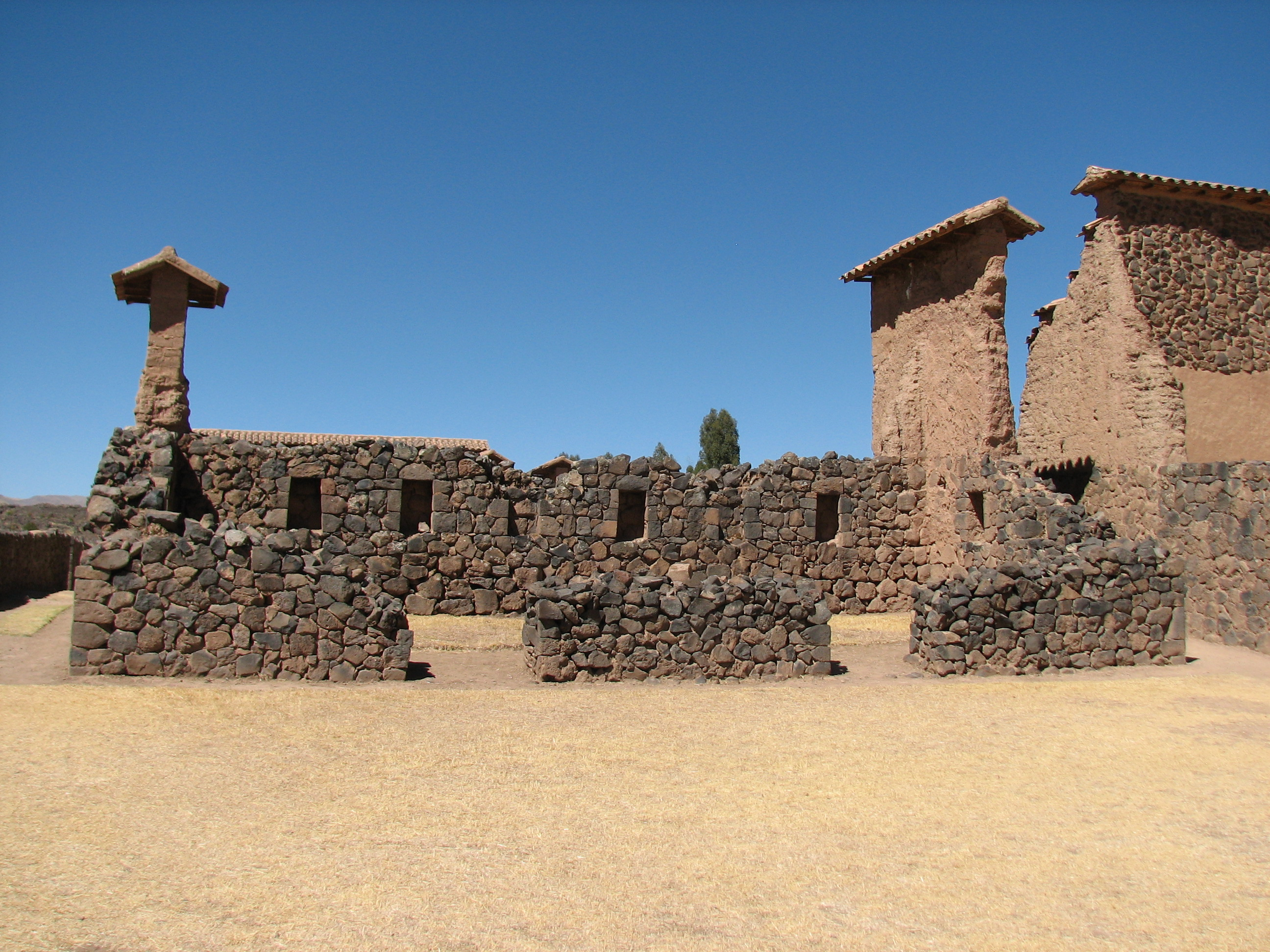
Руїни Ракчі

Ракчі (Raqchi) — релігійний та адміністративний центр часів держави інків Тауантінсую. За часів інків тут стояв величезний храм Віракочі. На сьогодні є один з найважливіших археологічних пам'яток Перу.

## Географія
Містечко Ракчі розташована біля річки Вільканота на висоті 3,5 км, на схід від м. Пуно (відстань до нього 125 км) та 90 км від м. Куско (на шляху між обома цими містами), у сучасному районі Сан-Педро-де-Кача провінції Канчіс регіону Куско.

## Опис
Ракчі займає велику площу і включає багато споруд різного дизайну. Основною будівлею, що збереглася натепер є храм бога-творця Віракоча. Ракчі оточений стіною з вулканічного туфу з двома входами, з'єднаними з Дорогий інків, провідною в Мачу-Пікчу.
Неподалік від храму Віракочі розташовані житлові будинки, а також кольки (сховища продуктів). Останні мали циліндричну форму діаметром близько 10 м та заввишки 4 м. Кольки створені з вулканічного туфу. загалом виявлено 170 таких споруд. Кожна споруда має по 3 вузьких отвори подовженої чотирикутної форми. Довгий проріз, який закінчується на рівні землі являє собою двері. Два інших коротших, трапецеїдальної форми, розташованих у верхній частині споруди є вікнами. Над дверними і віконними прорізами зверху встановлені поодинокі горизонтальні чотирикутні камені. Усі 170 кольки утворюють великий прямокутник.
На території міста розташовувався великий ринок, залишки якого помітні й сьогодні. Також археологи виявили тут численні «канчі» (казарми або будівлі зборів), уайрани (будівлі з 3 стін), релігійні заклади, численні фонтани-інкські лазні. Крім того, тут розташовувалося важливе тамбо на шляху до Кольасую.

## Храм Віракочі

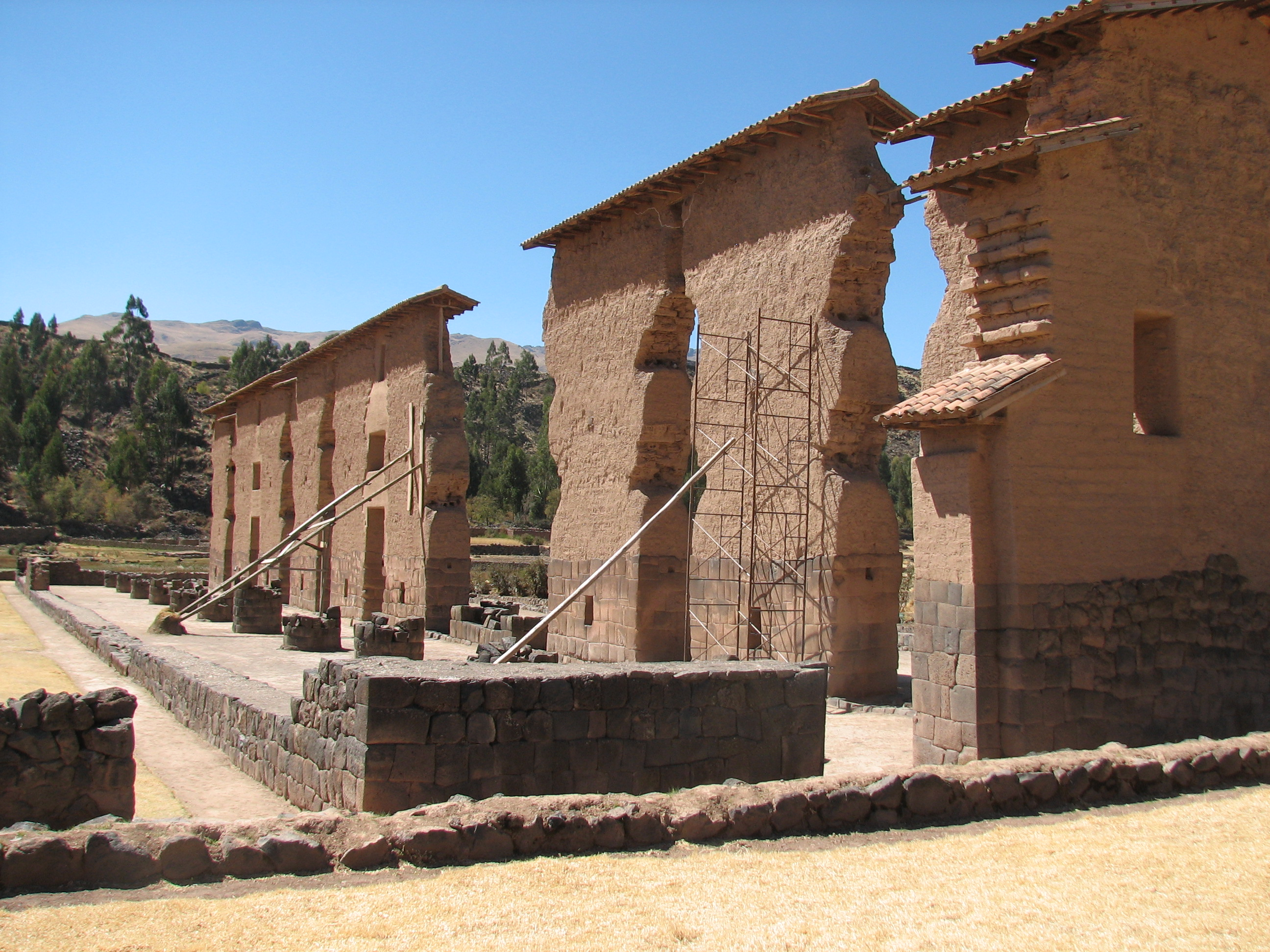
Руїни храму Віракочі

Архітектурний тип храм — «кальанка». Храм складається з декількох блоків світлого палево-рожевого кольору. Розмір храму — 90 м завдовжки, 25,25 м завширшки, 12 м заввишки (раніше складала 15 м). Стіни 1.65 м завширшки в нижній і 1,30 м завширшки в верхній частині. Основу становить довга і висока стіна. Стіна по висоті містить два рівні — нижній кам'яний і верхній самановий. На одному з її торців перпендикулярно встановлена коротка стіна. Паралельно стіні симетрично з двох сторін розташовані дві лінії невисоких циліндричних будов. Дах підтримували 22 круглі колони (по 11 з кожного боку). Це єдине відоме спорудження інків з колонами та єдине місто в інкській культурі, де виявлено чакану («андський хрест»).
Загальна площа даху становила 2500 квадратних метрів і нахил схилу близько 50°. Його центральне стіна була побудована з вишуканих різьблених каменів, база становить близько 3 м «адобе» (цегла з піску з соломою, що висушені на сонці). Вони зуміли витримати декілька потужних землетрусів. З обох сторін кам'яної основи кожної вертикальної споруди розташовано чотирикутний отвір.
Нижні частини середньої і верхньої секцій стіни виконані з елементів «андського хреста» або «чакана». При цьому, як зазначають дослідники, верхня частина середньої секції представлена чотириступінчастою чаканой, нНижня — семиступінчастою чаканой. На нижніх торцях, що з'єднуються на верхньому рівні двох одиночних секцій, так само представлені ступені «андського або сходового хреста»
Близько до стіни палацу Віракочі є штучне водоймище, дно якого вкрите камінням. Призначення його досі не було зрозумілим. Дно водойми вимощене камінням для того, щоб підкреслити його штучне походження. До комплексу входять так само декілька фонтанів зі складною системою водопостачання. Перший фонтан містить 3 струменя. Дві струмені фонтану зливаються в широку ванну, а дальній третій — у невеликий окремий квадратний басейн. Обидва басейну мають прямокутну форму. Таку ж чотирикутну форму мають і отвори, з яких струмені води витікають.